# Sonate K. 14
Pour les articles homonymes, voir K14.
Pour un article plus général, voir Essercizi per gravicembalo.
La sonate K. 14 (F.530/L.387) en sol majeur est une œuvre pour clavier du compositeur italien Domenico Scarlatti. C'est la quatorzième sonate du seul recueil publié du vivant de l'auteur, les Essercizi per gravicembalo (1738) qui contient trente numéros.

## Présentation
La sonate K. 14, en sol majeur, est notée Presto.

## Édition et manuscrits
L'œuvre est imprimée dans le recueil des Essercizi per gravicembalo publié sans doute à Londres en 1738. La sonate figure à Saragosse (E-Zac), source 3 (1750-1751), ms. B-2 Ms. 32, fos 63v-65r, no 32 (1751–1752).

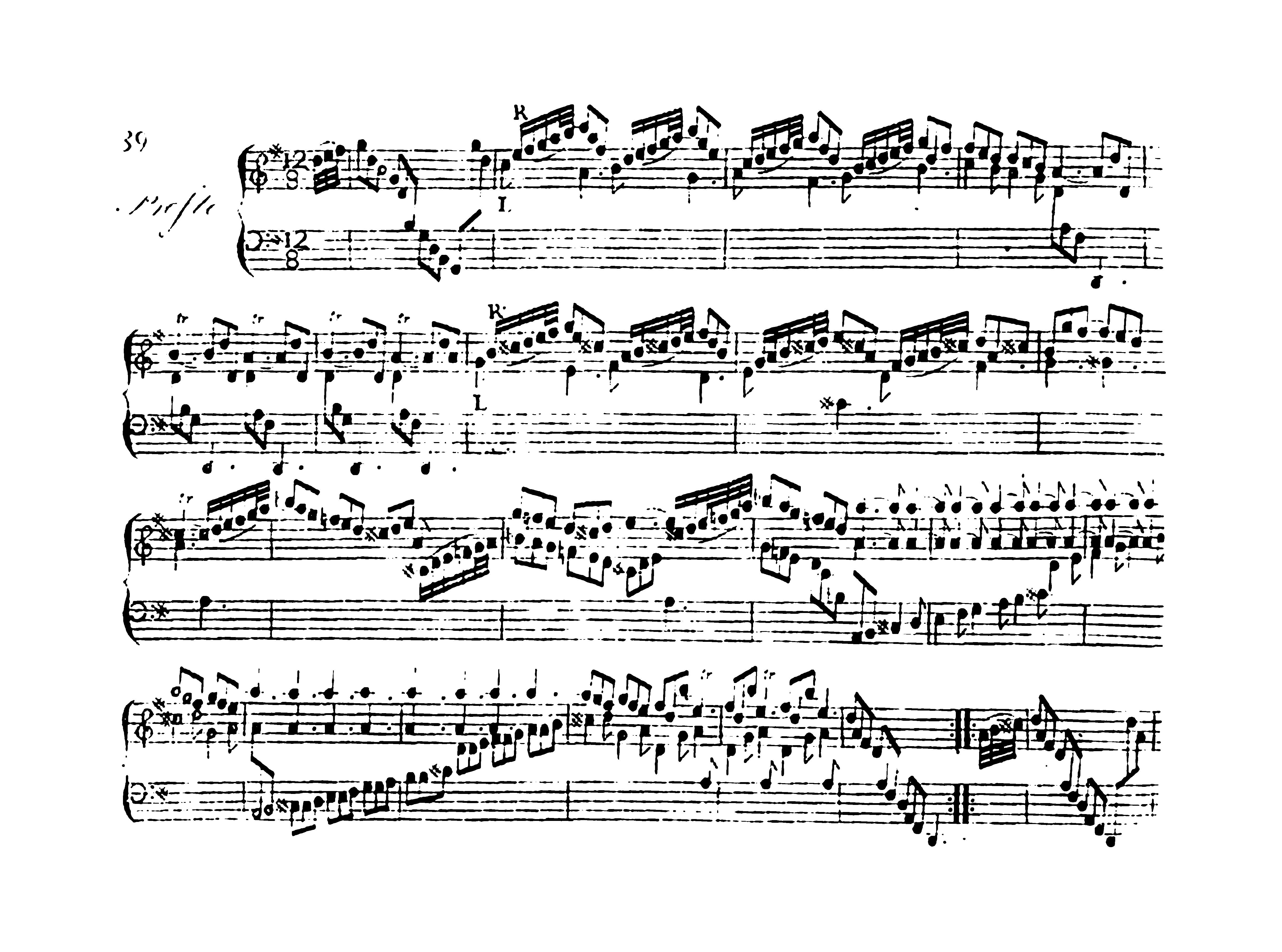
Édition Londres, 1739.
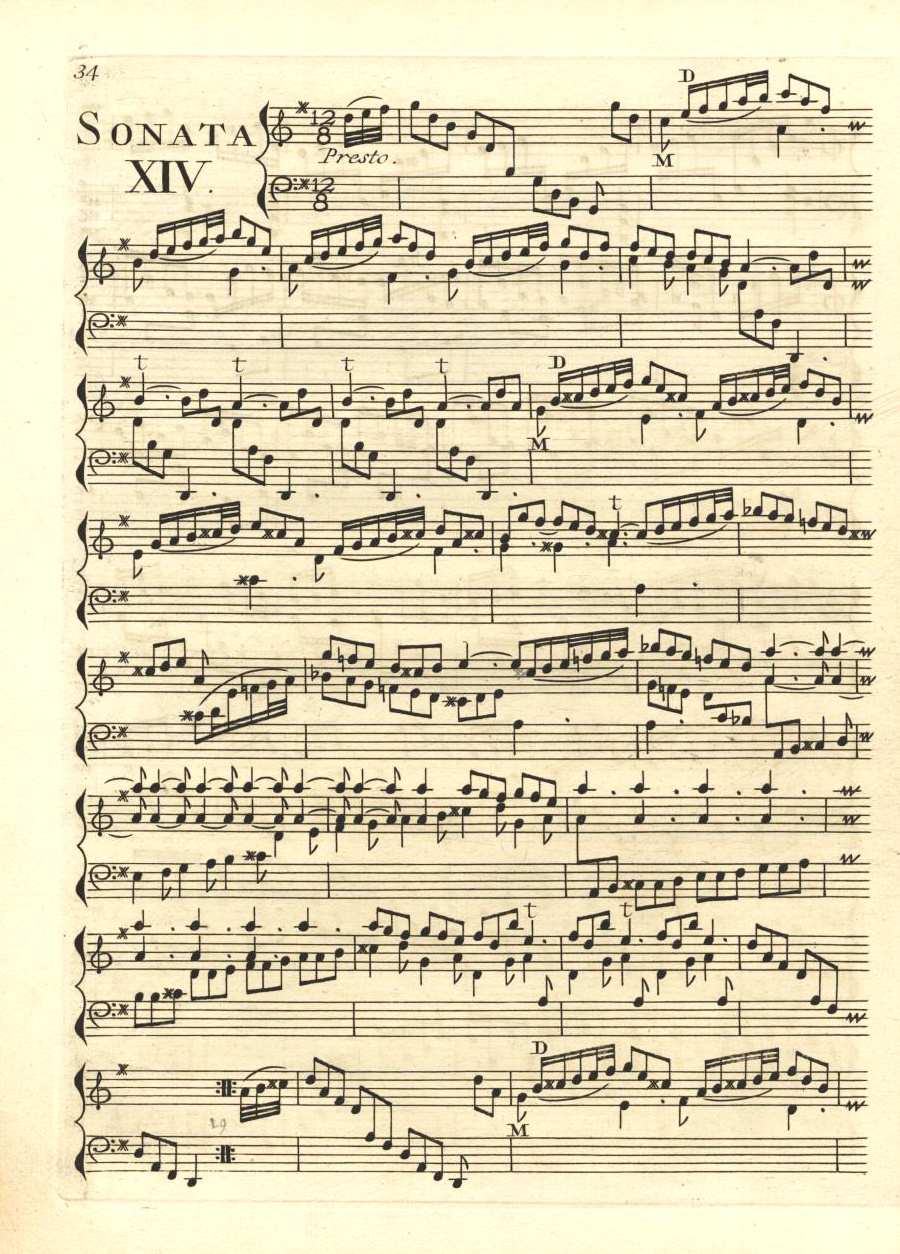
Édition Amsterdam, 1742.

## Interprètes
La sonate K. 14 est défendue au piano, notamment par Myra Hess (1940 et 1957, HMV), Robert Casadesus (Emi et 1952, Sony), Maria Tipo (1956, Vox), Dubravka Tomšič Srebotnjak (1987, Grosse Meister), Michael Lewin (1995, Naxos, vol. 2) et Carlo Grante (2009, Music & Arts, vol. 1) ; au clavecin par Scott Ross (1985, Erato), Joseph Payne (1990, BIS), Laura Alvini (1990, Nuova Era), Igor Kipnis (EMI), Richard Lester (2004, Nimbus, vol. 1), Pieter-Jan Belder (Brilliant Classics), Kenneth Weiss (2007, Satirino), Emilia Fadini (2008, Stradivarius, vol. 11), Mario Raskin (2011, Verany) et Hank Knox (2021, Leaf Music).
La sonate est très jouée à la guitare, notamment par Leo Brouwer qui en a donné une transcription, enregistrée pour le label Erato (1974), parmi une douzaine de sonates, ainsi que par Alberto Mesirca (2007, Paladino Music), Thibault Cauvin (2013, Vogue/Sony) et Uroš Barič (2016).

## Sources
: document utilisé comme source pour la rédaction de cet article.
- Ralph Kirkpatrick (trad. de l'anglais par Dennis Collins), Domenico Scarlatti, Paris, Lattès, coll. « Musique et Musiciens », 1982 (1re éd. 1953 (en)), 493 p. (ISBN 978-2-7096-0118-4, OCLC 954954205, BNF 34689181).
- Alain de Chambure, « Domenico Scarlatti : Intégrale des sonates — Scott Ross », Erato (2564-62092-2), 1985 (OCLC 891183737) .
- (es) Celestino Yáñez Navarro (thèse), Nuevas aportaciones para el estudio de las sonatas de Domenico Scarlatti. Los manuscritos del Archivo de Música de las Catedrales de Zaragoza, Université autonome de Barcelone, 2016 (lire en ligne)